# Betbezer-d'Armagnac
Betbezer-d'Armagnac is een gemeente in het Franse departement Landes (regio Nouvelle-Aquitaine) en telt 106 inwoners (1999). De plaats maakt deel uit van het arrondissement Mont-de-Marsan.

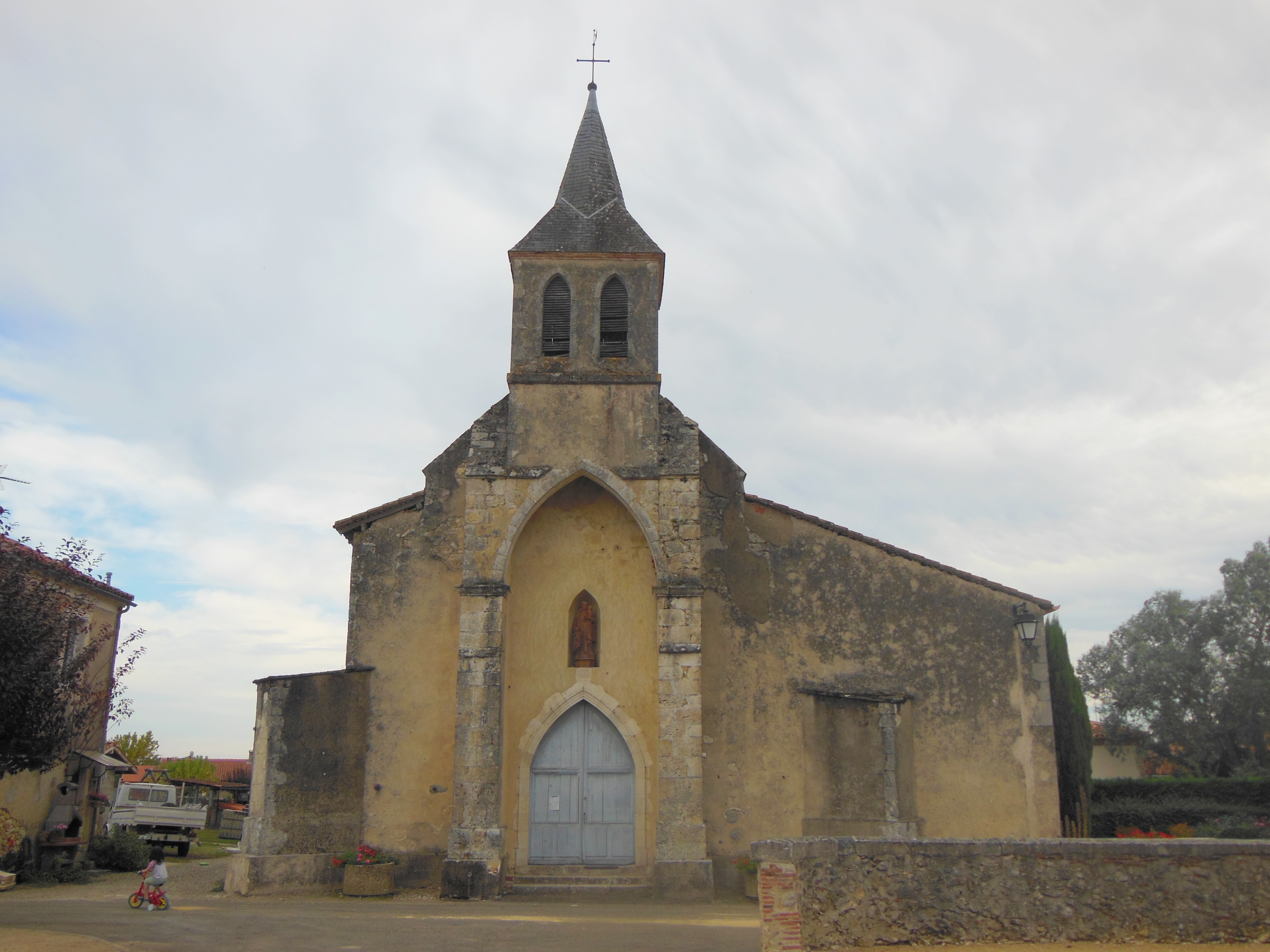
Kerk van Betbezer-d'Armagnac
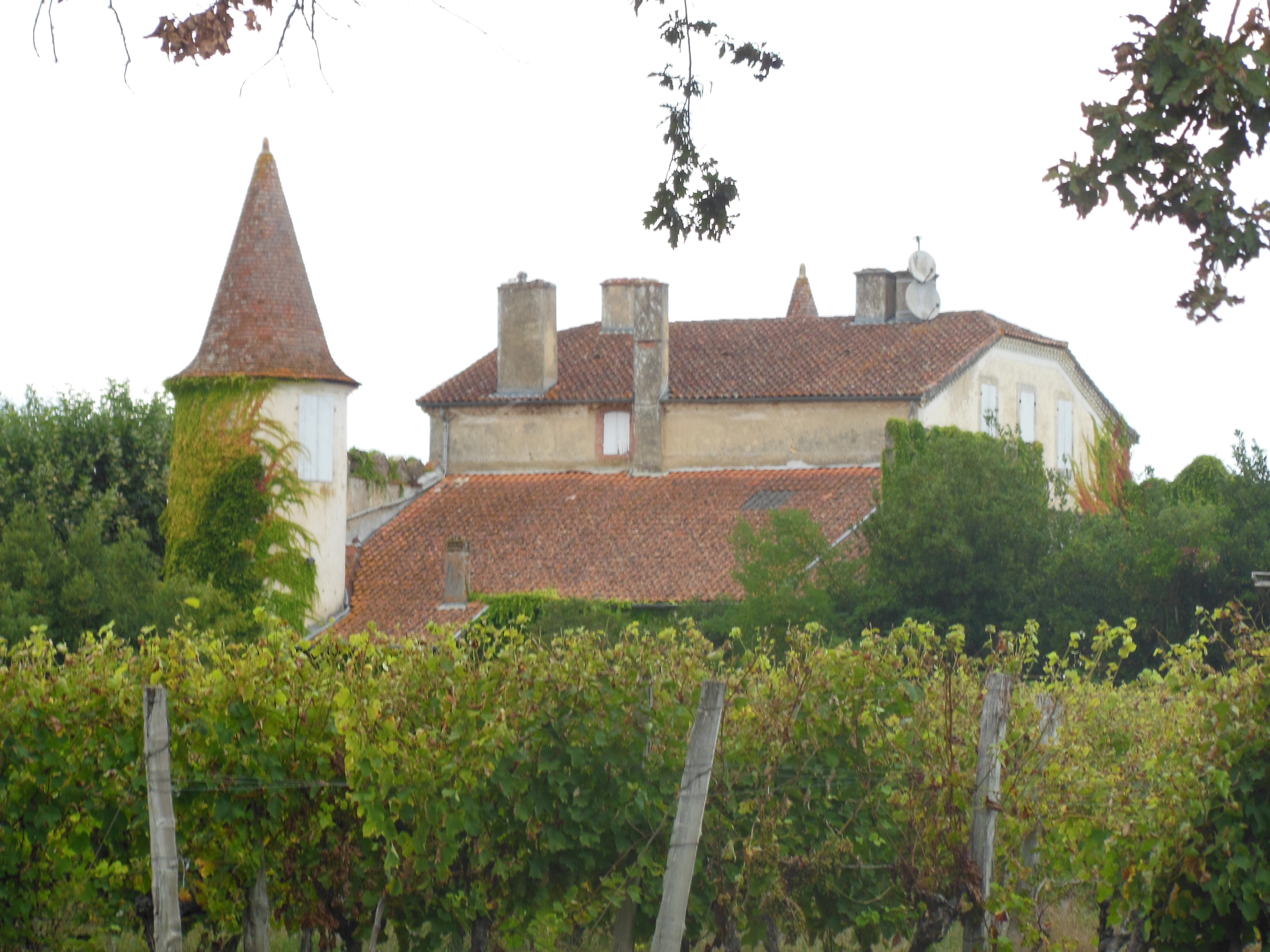
Château Juliac

## Geografie
De oppervlakte van Betbezer-d'Armagnac bedraagt 7,9 km², de bevolkingsdichtheid is 13,4 inwoners per km².
De onderstaande kaart toont de ligging van Betbezer-d'Armagnac met de belangrijkste infrastructuur en aangrenzende gemeenten.

## Demografie
Onderstaande figuur toont het verloop van het inwonertal (bron: INSEE-tellingen).
1. ↑  Populations de référence 2022.